# Haute-Vigneulles
Haute-Vigneulles (fràncic lorenès Oberfiln) és un municipi francès situat al departament del Mosel·la i a la regió del Gran Est. L'any 2007 tenia 438 habitants.

## Demografia

### Població
El 2007 la població de fet de Haute-Vigneulles era de 438 persones. Hi havia 160 famílies, de les quals 36 eren unipersonals (12 homes vivint sols i 24 dones vivint soles), 48 parelles sense fills, 60 parelles amb fills i 16 famílies monoparentals amb fills.
La població ha evolucionat segons el següent gràfic:
Habitants censats

### Habitatges
El 2007 hi havia 187 habitatges, 169 eren l'habitatge principal de la família i 18 estaven desocupats. 162 eren cases i 25 eren apartaments. Dels 169 habitatges principals, 140 estaven ocupats pels seus propietaris, 26 estaven llogats i ocupats pels llogaters i 3 estaven cedits a títol gratuït; 1 tenia una cambra, 2 en tenien dues, 14 en tenien tres, 21 en tenien quatre i 131 en tenien cinc o més. 149 habitatges disposaven pel capbaix d'una plaça de pàrquing. A 59 habitatges hi havia un automòbil i a 93 n'hi havia dos o més.

### Piràmide de població
La piràmide de població per edats i sexe el 2009 era:
| Homes | Edats   | Dones |
| ----- | ------- | ----- |
| 0     | 95 o +  | 0     |
| 0     | 90 a 94 | 0     |
| 4     | 85 a 89 | 4     |
| 0     | 80 a 84 | 0     |
| 8     | 75 a 79 | 12    |
| 4     | 70 a 74 | 8     |
| 12    | 65 a 69 | 24    |
| 12    | 60 a 64 | 8     |
| 4     | 55 a 59 | 8     |
| 4     | 50 a 54 | 8     |
| 12    | 45 a 49 | 16    |
| 12    | 40 a 44 | 4     |
| 20    | 35 a 39 | 8     |
| 24    | 30 a 34 | 24    |
| 24    | 25 a 29 | 0     |
| 8     | 20 a 24 | 24    |
| 8     | 15 a 19 | 4     |
| 4     | 10 a 14 | 20    |
| 12    | 5 a 9   | 16    |
| 12    | 0 a 4   | 12    |

## Economia
El 2007 la població en edat de treballar era de 287 persones, 219 eren actives i 68 eren inactives. De les 219 persones actives 195 estaven ocupades (109 homes i 86 dones) i 23 estaven aturades (11 homes i 12 dones). De les 68 persones inactives 27 estaven jubilades, 19 estaven estudiant i 22 estaven classificades com a «altres inactius».

### Ingressos
El 2009 a Haute-Vigneulles hi havia 166 unitats fiscals que integraven 425 persones, la mediana anual d'ingressos fiscals per persona era de 17.012 €.

### Activitats econòmiques
Dels 10 establiments que hi havia el 2007, 2 eren d'empreses de construcció, 5 d'empreses de comerç i reparació d'automòbils, 1 d'una empresa de transport, 1 d'una empresa de serveis i 1 d'una entitat de l'administració pública.
Dels 4 establiments de servei als particulars que hi havia el 2009, 2 eren tallers de reparació d'automòbils i de material agrícola, 1 paleta i 1 guixaire pintor.
L'any 2000 a Haute-Vigneulles hi havia 15 explotacions agrícoles que ocupaven un total de 870 hectàrees.

## Equipaments sanitaris i escolars
El 2009 hi havia 1 escola maternal integrada dins d'un grup escolar amb les comunes properes formant una escola dispersa i 1 escola elemental integrada dins d'un grup escolar amb les comunes properes formant una escola dispersa.

## Poblacions més properes
El següent diagrama mostra les poblacions més properes.